# Ralph Merton
Ralph Merton  (bis 1856 Raphael Lyon Moses) (* 29. Juni 1817 in London; † 17. Oktober 1883 in Paris) war ein Londoner Unternehmer und Vater von Wilhelm Merton, dem Mitbegründer der Metallgesellschaft und Stifter der Universität Frankfurt. 
Raphael Moses entstammte einer wohlhabenden und einflussreichen jüdischen Familie aus London. 1834 wanderte er nach Frankfurt am Main aus und absolvierte eine Lehre in dem Metallhandelshaus von Philipp Abraham Cohen. 1837 heiratete er dessen Tochter Sara Amelie Cohen († 1851), mit der zusammen er neun Kinder hatte. Als Cohen 1855 in den Ruhestand ging, überließ er Ralph das Metallhandelshaus.
Am 5. November 1855 wurde Ralph Moses zusammen mit seiner Familie das Bürgerrecht der Freien Stadt Frankfurt erteilt. Am 27. November 1856 erhielt er die Erlaubnis, sich Merton, nach seiner Geburtsstadt nahe London, nennen zu dürfen. Diese Namensänderung hatte Ralph am 22. Oktober 1856 mit der Begründung beantragt, dass sein Bruder Benjamin in Manchester bereits den Familiennamen Merton angenommen habe, da sich der Vorname Moses nicht als Familienname eigne.
Merton ist auf dem jüdischen Friedhof in Frankfurt bestattet. Sein Sohn Wilhelm Merton wurde ein bedeutender Unternehmer, Sozialpolitiker und Philanthrop in Frankfurt am Main.

## Weblink
- Merton, Ralph. Hessische Biografie. (Stand: 29. Mai 2024). In: Landesgeschichtliches Informationssystem Hessen (LAGIS).

| Personendaten    | Personendaten                  |
| ---------------- | ------------------------------ |
| NAME             | Merton, Ralph                  |
| ALTERNATIVNAMEN  | Moses, Raphael Lyon            |
| KURZBESCHREIBUNG | englisch-deutscher Unternehmer |
| GEBURTSDATUM     | 29. Juni 1817                  |
| GEBURTSORT       | London                         |
| STERBEDATUM      | 17. Oktober 1883               |
| STERBEORT        | Paris                          |